# Rosetta (svemirska letjelica)
Rosetta je svemirska letjelica Europske svemirske agencije lansirana s ciljem istraživanja kometa 67P/Čurjumov–Gerasimenko. Lansirana je 2. ožujka 2004. iz svemirskog centra u Francuskoj Gvajani pomoću rakete Ariane 5G. Sastoji se od dva dijela: letjelice Rosetta i sonde Philae.

## Pregled misije

### Lansiranje
Rosetta je lansirana 2. ožujka 2004. iz Guiana Space Centera pomoću rakete Ariane 5G.

### Najbliža točka Suncu
Između prvog preleta Zemlje i lansiranja Rosetta je dosegla svoju najbližu točku Suncu, na oko 0.97 AJ.

### Prvi prelet Zemlje
Prvi prelet Zemlje Rosetta je obavila 4. ožujka 2005. godine, godinu dana nakon lansiranja.

### Prelet Marsa
Letjelica je obavila niski prelet Marsa na udaljenosti od 250 km. Rosetta prilikom preleta nije komunicirala sa Zemljom jer se nalazila s druge strane Marsa, u sjeni.

## Povezni članci
- Misija Rosetta